# Apeadeiro de Telhada

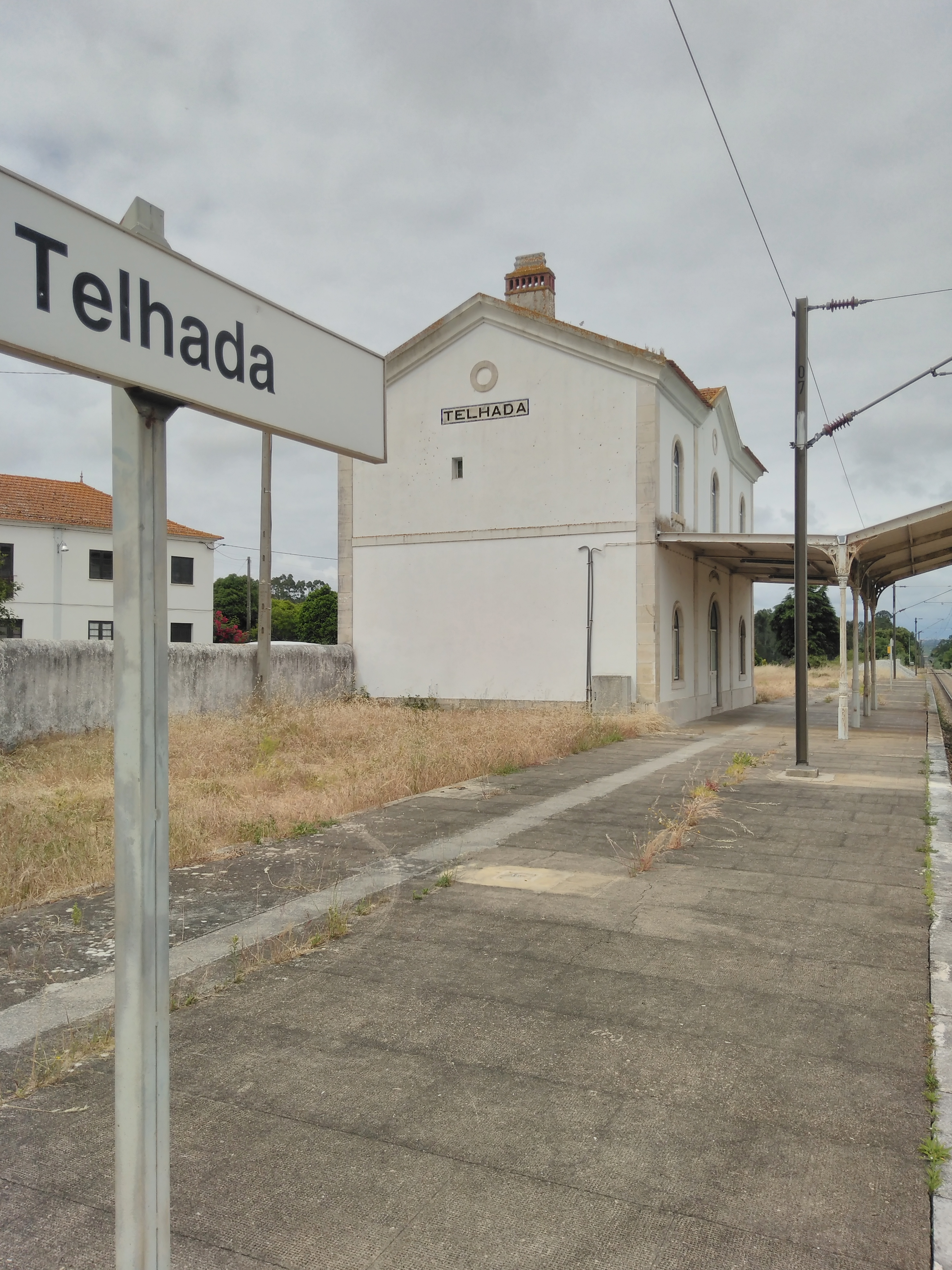
Apeadeiro de Telhada em 2018, já em desuso.

O apeadeiro de Telhada é uma gare ferroviária encerrada da Linha do Oeste, que servia a localidade de Telhada, no concelho de Figueira da Foz, em Portugal.

## Descrição

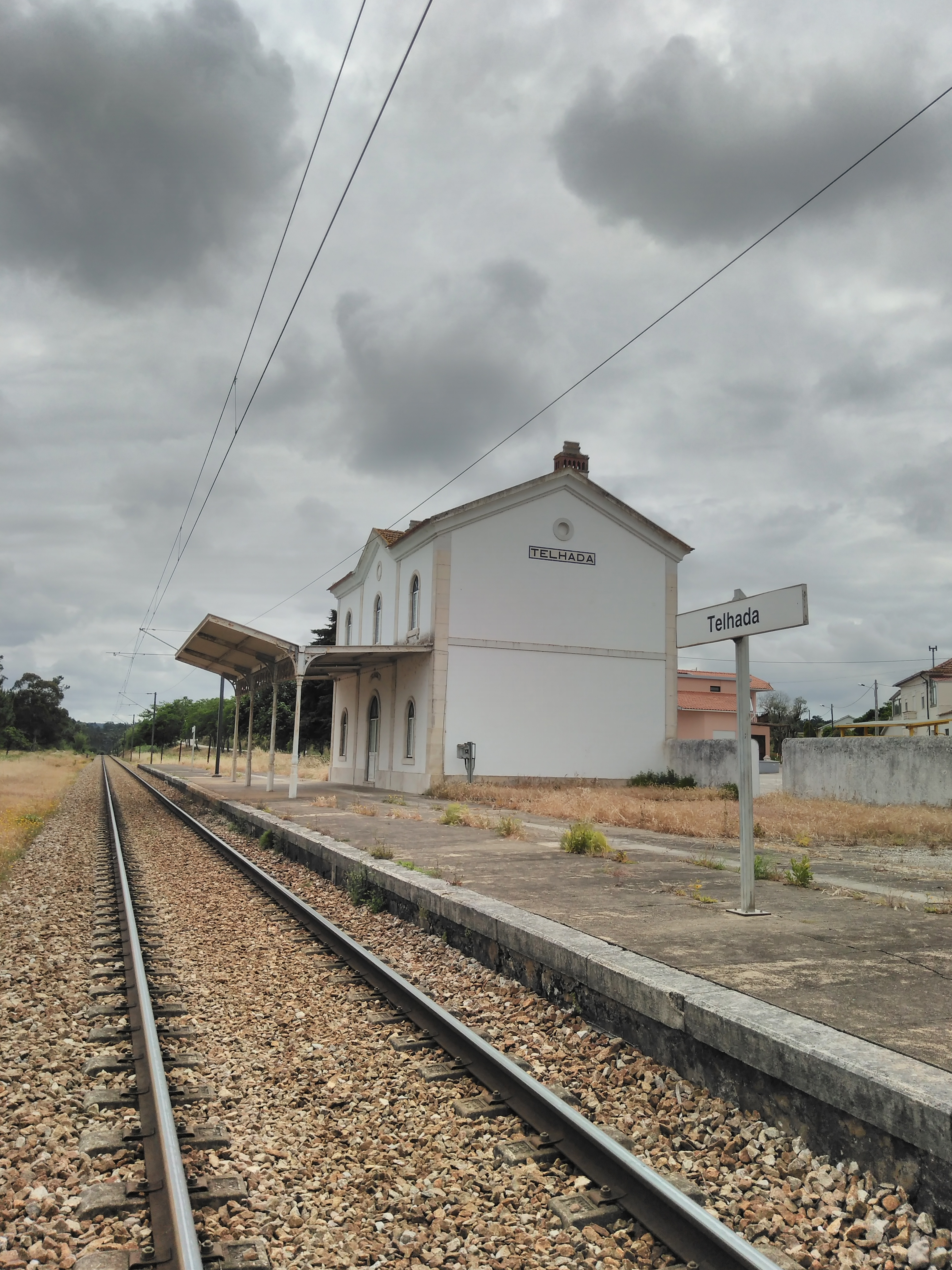
Aspeto da via em 2018.

### Localização e acessos
O apeadeiro de Telhada situa-se na localidade de Telhada, com acesso pelo Largo da Estação, designação local para a Rua da Estação, que liga a Paião, a sede de freguesia local, distante menos de quatro quilómetros num trajeto aqui coincidente com a EM623.

### Caraterização física
Como apeadeiro em linha em via única, esta interface tem uma só plataforma, que tem 115 m de comprimento e 335 mm de altura. O edifício de passageiros situa-se do lado poente da via (lado esquerdo do sentido ascendente, para Figueira da Foz).

## História
Este apeadeiro faz parte do troço entre Leiria e Figueira da Foz da Linha do Oeste, que entrou ao serviço em 17 de Julho de 1888, pela Companhia Real dos Caminhos de Ferro Portugueses.
Nos horários de 1913, esta interface surgia com a categoria de estação, classificação que manteve até pelo menos 1985, mas em 1988 já não era considerada como tal.

Apesar de não ter tido serviço de passageiros desde pelo menos 2014, Telhada continua a constar do elenco de interfaces administradas pela I.P., sendo a sua infraestrutura descrita mas sem se lhe atribuir tipologia.